# Mistrzostwa Europy Juniorów w Saneczkarstwie 1976
22. Mistrzostwa Europy juniorów w saneczkarstwie 1976 odbyły się 24 stycznia w Imst, w Austrii. Rozegrane zostały trzy konkurencje: jedynki kobiet, jedynki mężczyzn oraz dwójki mężczyzn. W klasyfikacji medalowej najlepsi byli reprezentanci Niemieckiej Republiki Demokratycznej. Polacy wywalczyli jeden medal - wicemistrzynią Europy w jedynkach została Teresa Maziarz. 

## Terminarz
| Data             | Miejscowość | Konkurencja      | Złoto                         | Srebro                         | Brąz                                |
| ---------------- | ----------- | ---------------- | ----------------------------- | ------------------------------ | ----------------------------------- |
| 24 stycznia 1976 | Imst        | Jedynki kobiet   | Melitta Sollmann              | Teresa Maziarz                 | Veronika Huhn                       |
| 24 stycznia 1976 | Imst        | Jedynki mężczyzn | Bernd Dreyer                  | Jürgen Gerhard                 | Uwe Handrich                        |
| 24 stycznia 1976 | Imst        | Dwójki mężczyzn  | Michael Körner Harald Schmidt | Heinz Pacher Gerhard Hirzegger | Thomas Rzeznizok Detlef Ammenhäuser |

## Wyniki

### Jedynki kobiet
- Data / Początek: Sobota 24 stycznia 1976

| Medal | Zawodniczka         | Narodowość |
| ----- | ------------------- | ---------- |
|       | Melitta Sollmann    | NRD        |
|       | Teresa Maziarz      | Polska     |
|       | Veronika Huhn       | NRD        |
| 4.    | Birgit Schneider    | NRD        |
| 5.    | Amanda Pfeifer      | RFN        |
| 6.    | Natalia Mitkewitsch | ZSRR       |
| 7.    | Marie-Luise Sieger  | RFN        |
| 8.    | Andrea Fendt        | RFN        |
| 9.    | Gerda Stroppa       | Austria    |
| 10.   | Zoja Budanova       | ZSRR       |
| 11.   | Marie-Louise Rainer | Włochy     |
| 12.   | Anna Czaja          | Polska     |
| 13.   | Evi Acherer         | Austria    |
| 14.   | Ilse Mayregger      | Austria    |

### Jedynki mężczyzn
- Data / Początek: Sobota 24 stycznia 1976

| Medal | Zawodnik              | Narodowość     |
| ----- | --------------------- | -------------- |
|       | Bernd Dreyer          | NRD            |
|       | Jürgen Gerhard        | NRD            |
|       | Uwe Hendrich          | NRD            |
| 4.    | Thomas Rzeznizok      | RFN            |
| 5.    | Michael Walter        | NRD            |
| 6.    | Hans-Jörg Raffl       | Włochy         |
| 7.    | Gerhard Sandbichler   | Austria        |
| 8.    | Peter Kitzberger      | Czechosłowacja |
| 9.    | Heinz Pacher          | Austria        |
| 10.   | Paul Böhmer           | RFN            |
| 11.   | Oldrich Strnad        | Czechosłowacja |
| 12.   | Bogdan Więzik         | Polska         |
| 13.   | Piotr Więckowski      | Polska         |
| 14.   | Dieter Oberkofler     | Austria        |
| 15.   | Horst Mayregger       | Austria        |
| 16.   | Oleg Matwiejczuk      | ZSRR           |
| 17.   | Gerhard Böhmer        | RFN            |
| 18.   | Henrik Sadowski       | Polska         |
| 19.   | Jiri Frydrych         | Czechosłowacja |
| 20.   | Stefan Valos          | Czechosłowacja |
| 21.   | Wolfgang Schädler     | Liechtenstein  |
| 22.   | Feliks Kumaritaszwili | ZSRR           |
| 23.   | Ueli Schenkel         | Szwajcaria     |
| 24.   | Trond Enkerud         | Norwegia       |
| 25.   | Detlef Ammenhäuser    | RFN            |
| 26.   | Aleksander Gerasimow  | ZSRR           |
| 27.   | Peteris Muiznicks     | ZSRR           |
| 28.   | Tom Arvesen           | Norwegia       |
| 29.   | Svein Romstad         | Norwegia       |

### Dwójki mężczyzn
- Data / Początek: Sobota 24 stycznia 1976

| Medal | Zawodnik                              | Narodowość     |
| ----- | ------------------------------------- | -------------- |
|       | Michael Körner Harald Schmidt         | NRD            |
|       | Heinz Pacher Gerhard Hirzegger        | Austria        |
|       | Thomas Rzeznizok Detlef Ammenhäuser   | RFN            |
| 4.    | Bernd Dreyer Roland Herdmann          | NRD            |
| 5.    | Krzysztof Kuklik Piotr Więckowski     | Polska         |
| 6.    | Johannes Schettel Jürgen Pilz         | RFN            |
| 7.    | Oleg Matwiejczuk Aleksander Gerasimow | ZSRR           |
| 8.    | Oldrich Strnad Jiri Frydrych          | Czechosłowacja |
| 9.    | Bogdan Więzik Zdzisław Janisz         | Polska         |
| 10.   | Stefan Valos Peter Kitzberger         | Czechosłowacja |
| 11.   | Wolfgang Schädler Rainer Gassner      | Liechtenstein  |
| 12.   | Dieter Oberkofler Manfred Stigger     | Austria        |
| 13.   | Peteris Muiznicks Janis Liepa         | ZSRR           |

## Klasyfikacja medalowa
| Miejsce | Państwo |   |   |   | Razem |
| ------- | ------- | - | - | - | ----- |
| 1.      | NRD     | 3 | 1 | 2 | 6     |
| 2.      | Austria | 0 | 1 | 0 | 1     |
| 2.      | Polska  | 0 | 1 | 0 | 1     |
| 4.      | RFN     | 0 | 0 | 1 | 1     |